# 意馬國際
意力國際控股有限公司（Imagi International Holdings Limited，(港交所：0585），簡稱意力國際，2023年11月2日至2024年3月24日稱為元匯集團有限公司，簡稱元匯集團，2023年11月2日前稱為意馬國際控股有限公司，前簡稱意馬國際，是一間於香港交易所主板上市公司，其證券買賣部門從事買賣證券投資及證券經紀等金融服務；提供融資部門從事提供融資服務；及娛樂部門從事電腦造像業務及電影版權投資。 綜合金融服務項下的經紀及資產管理服務、保證金融資服務及放債服務是主要業務。於2019年，意力國際在娛樂業務投入資源及人力，其中包括電影製作投資，及在尋找其他途徑透過有利於公司及其股東具吸引的商機來擴展公司及其業務。 於2023年，意力國際拓展娛樂業務，涉足電影發行許可權業務、藝人管理及綜藝節目統籌。

## 歷史

### 寶途集團成立
寶途有限公司(Treasure Path Company Limited)於1983年由高長昌(光澤)創辦，主要業務為製造業，冬季生產的節日產品(包括仿真聖誕樹和節日裝飾配件)及夏季生產的悠閒傢俬，於1997年以寶途集團國際有限公司(Boto International Holdings Limited)名稱在香港交易所主版上市。

### 寶途集團旗下寶途科技收購意馬動畫工作室
1998年，高長昌的兒子高偉豪留美歸來，加入寶途集團。修畢美國加州州立大學（沙加緬度分校）財務管理的高偉豪眼見公司沒有自家品牌，成本逐年上漲，但產品價格卻沒有增加，而聖誕樹屬季節性商品，技術含量低，在重視知識型產業的年代，公司要革新才有出路。他意識到，依託於外貿輸出的傳統製造業及勞力密集工業已經有些日暮西山之勢，起初面對兒子的建議甚至是警告，高長昌並不以為然。
藉着千禧年到來以及科網股熱潮，高偉豪引入數碼科技，成立「寶途科技有限公司」(Boto.Net Solutions Limited)，為寶途集團開發節日資訊娛樂網站「DrFestive.com」以鞏固與客戶的關係，更嘗試設計卡通人物去推銷聖誕樹，並接洽到初創動畫工作室「意馬動畫工作室」。
意馬動畫工作室(Imagi Production Limited)於1998年由動畫師鄧東明成立，主要業務為制作3D廣告動畫，曾製作二十多分鐘的短片動畫《時空冒險記》。
藉著當時彼思和夢工廠等公司所製作的荷里活電腦動畫電影熱潮，整個製作產業鏈和全球市場潛力，高偉豪驚覺香港電腦動畫的技術早己在亞洲數一數二，只是僅次於日本动画而已，但卻未有應用在電影製作方面。

2000年，高偉豪憑著對市場的敏銳觸覺和動畫製作的熱誠，成功說服父親將家族生意轉型，並向外部投資者發行了約650萬美元的新股，為收購Imagi（意馬）動畫工作室籌集資金。意馬動畫工作室最後被寶途集團旗下寶途科技收購，創辦人鄧東明轉為首席營運總監 。高長昌放棄了經營多年的仿真聖誕樹業務，父子倆轉而投身電腦動畫行業，準備在荷里活電腦動畫製作市場一試身手。
為儘快成為動畫領域的行家，高偉豪經歷了艱難的學習過程，業務的開展也並非一帆風順。開始他聘請了一批動畫製作人員開始了26集動畫連續劇《時空冒險記》的創作。2001年他攜6分鐘樣片出席了法國戛納電影節，可最終等來的卻是自家展台前的門可羅雀，連名片也沒有送出去一張。營銷經驗的缺乏使這些激情澎湃的創業者撞了一頭包，在做足了準備和反思之後，第二年他們再度前往參展並帶去了完整樣片。這次他們預約了客戶，收穫頗豐，有法國、德國、英國、香港和日本的發行商購買了該片的發行權。
接着意馬國際收購了日本一家出現財務危機的電腦動畫工作室的控股權。而這家公司與夢工廠有著非同一般的業務聯繫，這為「意馬」進軍好萊塢打下了伏筆。不久，夢工廠邀請他們參與競標黃金檔電視節目《獅王的榮耀》（Father of the Pride）的動畫製作。最終意馬國際從十幾家競爭對手中脫穎而出。
競標的成功更堅定了意馬走自主創作之路，但同時也開始從美國聘請一些業內人士幫助他推銷影片，意馬聘請到嘉禾娛樂的製片副總裁湯姆·格雷（Tom Gray），讓其擔任美國子公司的首席執行長。格雷90年代初參與過有真人表演的《忍者龜》前三集的製作。他把高偉豪引薦給《忍者龜》的設計及版權所有方美高梅公司，之後又牽頭聯繫到Weinstein先生和華納兄弟公司。華納兄弟公司國內發行部總裁丹·費爾曼（Dan Fellman）說：「我看了意馬國際製作的影片，我們覺得把影片的製作交給他們即使冒險也是值得的。」最終，2007年上映《忍者龜》取得美國荷里活開畫票房冠軍，為歷史上第一部刷新這個紀錄的亞洲製作動畫電影，並贏得了1億美元（合5千5百5十萬英鎊）的票房，成本只有3千5百萬美元。而彼思電影的平均成本是9千4百萬美元，夢工廠則是1億3千萬美元。

### 寶途集團轉型動畫業務，易名為意馬國際
2002年3月29日，寶途以業務增長前景不及立體動畫業務為由，寶途大股東高長昌及美國凯雷集团的合營公司以作價約1.55億美元向寶途集團回購仿真聖誕樹業務及資產。在補償股東並償還有關稅款之後，售股所得凈收益為9,000萬港元，全部投給剛成立的動畫製作工作室作為啟動資金。寶途集團因此轉型為從事立體電腦圖形動畫開發，其後易名為意馬國際，原來之仿真聖誕樹業務則以寶途商標繼續經營。
2008年，寶途集團其旗下的深圳寶吉工藝品廠倒閉。

### 意馬國際旗下動畫工作室清盤
意馬國際旗下的意馬動畫工作室，在2009年十二月中大幅裁減四分之一人手後，加上市場多次傳出公司有財政問題。2010年2月5日，意馬公司內部召開大會，正式宣布了清盤，所有員工可即日收拾私人物品離開，且周一（2月8日）起無須上班，250名員工因而失業。該動畫公司已向員工表明無能力支付遣散費及賠償，請員工自行前往申請破產欠薪保障基金。意馬動畫此次遭遇清盤，與《阿童木》的全球票房失利密切相關。據相關數據顯示，意馬動畫在《阿童木》的製作上耗資約5億元人民幣。加上其在全球14個國家和地區發行推廣的費用，合計成本高達8.2億元人民幣。然而，截止2009年12月底，該片在全球8000多家影院上映的票房收入僅為1.9億元人民幣，嚴重虧損。

### 新投資者加入
其後，意馬國際引入梁伯韜及資本策略主席鍾楚義共同持有的投資財團Idea Talent Limited為新投資者。2011年2月以8.14億元收購創作中國大陸知名動畫《喜羊羊與灰太狼》的動漫火車集團(Toon Express Group)，掌握了《喜羊羊》品牌的消费品授權業務。
2013年9月16日意馬國際將以6.342億港元(5.4億元人民幣)出售持有內地動畫「喜羊羊與灰太狼」業務全資子公司資訊港100%股權于深交所上市的奧飛動漫。資訊港爲意馬國際之全資子公司。資訊港爲投資控股公司，旗下附屬全資公司有動漫火車香港、動漫火車（Singapore）、和廣州新原動力共三家公司，並擁有「喜羊羊與灰太狼」等系列品牌商品化的獨家運營權力。

### 股本變動
2014年9月16日，意馬國際宣佈Idea Talent Limited與獨立第3方財團Advance Beauty Holdings Limited達成協議，出售20.95%股本，梁伯韜辭去主席一職，將由單九良接任。 意馬國際在2015年12月17日自行表示，公司主席兼執董單九良「失聯」逾兩個月，意馬股價同日下跌7.76%。

### 意馬國際集團轉型金融服務
2016年1月29日意馬國際公佈，公司主席兼非執行董事梁伯韜已悉售所持有的7.82%股份，梁伯韜將留公司主席。此外，公司決定轉型發展綜合金融服務業，其中包括證券經紀服務、配售及包銷業務等。
2016年4月，意馬國際提出以18億港元向民眾金服收購證券公司Smart Jump全部股權。其後，收購被聯交所裁定為反收購活動。2016年8月，意馬國際終止收購Smart Jump。
於2016年收購一家根據《證券及期貨條例》在從事第1類（證券交易）受監管活動的經紀公司，該收購於2017年完成。
於2018年證券及期貨事務監察委員會授予集團額外牌照，可根據證券及期貨條例項下進行第2 類（期貨合約交易）、第4 類（就證券提供意見）、第5 類（就期貨合約提供意見）及第9 類（資產管理）受規管活動。
集團於2022年獲得批准並授予第6類牌照（就企業融資提供意見）可進行相關的受規管活動。

### 意馬國際集團易名意力國際
2023年11月2日至2024年3月24日，意馬國際控股有限公司易名元匯集團有限公司。
2024年3月25日，元匯集團有限公司易名意力國際控股有限公司。

## 電腦動畫作品

### 電影
- 2007年 《忍者龜》[26]
- 2007年 《挑戰者 - 復仇之路》（Highlander: The Search for Vengeance）[27]
- 2009年 [28]
- 2011年 3D《神勇飛鷹俠》僅前導片
- 《貓故事》處於早期製作階段[29]。

### 電視動畫
- 2002年 《時空冒險記》[30] (獲2003年 香港傑出數碼娛樂大獎[31])
- 2004年 《獅王的榮耀》（Father of the Pride）
- 2005年 《X进化》

### 短片
- 2010年《The RRF in New Recruit》
- 2010年《Astro Boy vs. The Junkyard Pirates》

### 其他
- 《薩爾達傳說》（試作短片）[32]

## 另見條目
- 香港動畫
- 香港電影

## 外部參考
1. ↑   (PDF).
2. ↑   (PDF).
3. ↑  .   [2024-08-06]. 原始内容存档于2001-02-23.
4. ↑  .   [2023-07-17]. （原始内容存档于2023-07-17）.
5. ↑  .   [2024-08-27]. （原始内容存档于2024-03-05）.
6. ↑  .   [2018-09-05]. （原始内容存档于2018-09-05）.
7. ↑  .   [2018-09-06]. （原始内容存档于2018-09-07）.
8. ↑  .   [2018-09-05]. （原始内容存档于2018-09-05）.
9. ↑  . Capital Communications Corporation. January 2007  [2014-01-30]. （原始内容存档于2014-06-27）.
10. ↑  .   [2018-09-06]. （原始内容存档于2018-09-06）.
11. ↑  .   [2008-01-29]. （原始内容存档于2009-08-11）.
12. ↑  .   [2008-01-29]. （原始内容存档于2009-08-08）.
13. ↑  .   [2024-08-06]. （原始内容存档于2024-08-06）.
14. ↑  曾耗資五億製作《阿童木》 證實申請清盤 意馬動畫欠薪3600萬 （页面存档备份，存于） 蘋果日報，2010年2月9日
15. ↑  .   [2023-07-17]. （原始内容存档于2023-07-17）.
16. ↑  梁伯韜、鍾楚義購59% 股價漲三成 （页面存档备份，存于） 蘋果日報，2010年2月19日
17. ↑   http://rthk.hk/mobile/news/20140916/1037702.htm
18. ↑  . 東方日報 (香港). 2015年12月18日  [2015年12月18日]. （原始内容存档于2015年12月22日）.
19. ↑  賣殼不成即變陣 意馬重組遷冊 （页面存档备份，存于） 頭條日報，2016年6月11日
20. ↑  意馬國際(00585)終止收購Smart Jump Corporation
21. ↑   (PDF).
22. ↑  Vejvoda, Jim. . IGN. 2013年8月4日  [2013年8月10日]. （原始内容存档于2013年8月8日）.

## 外部連結
- 意力國際 （页面存档备份，存于）